# Jacques de Morgan

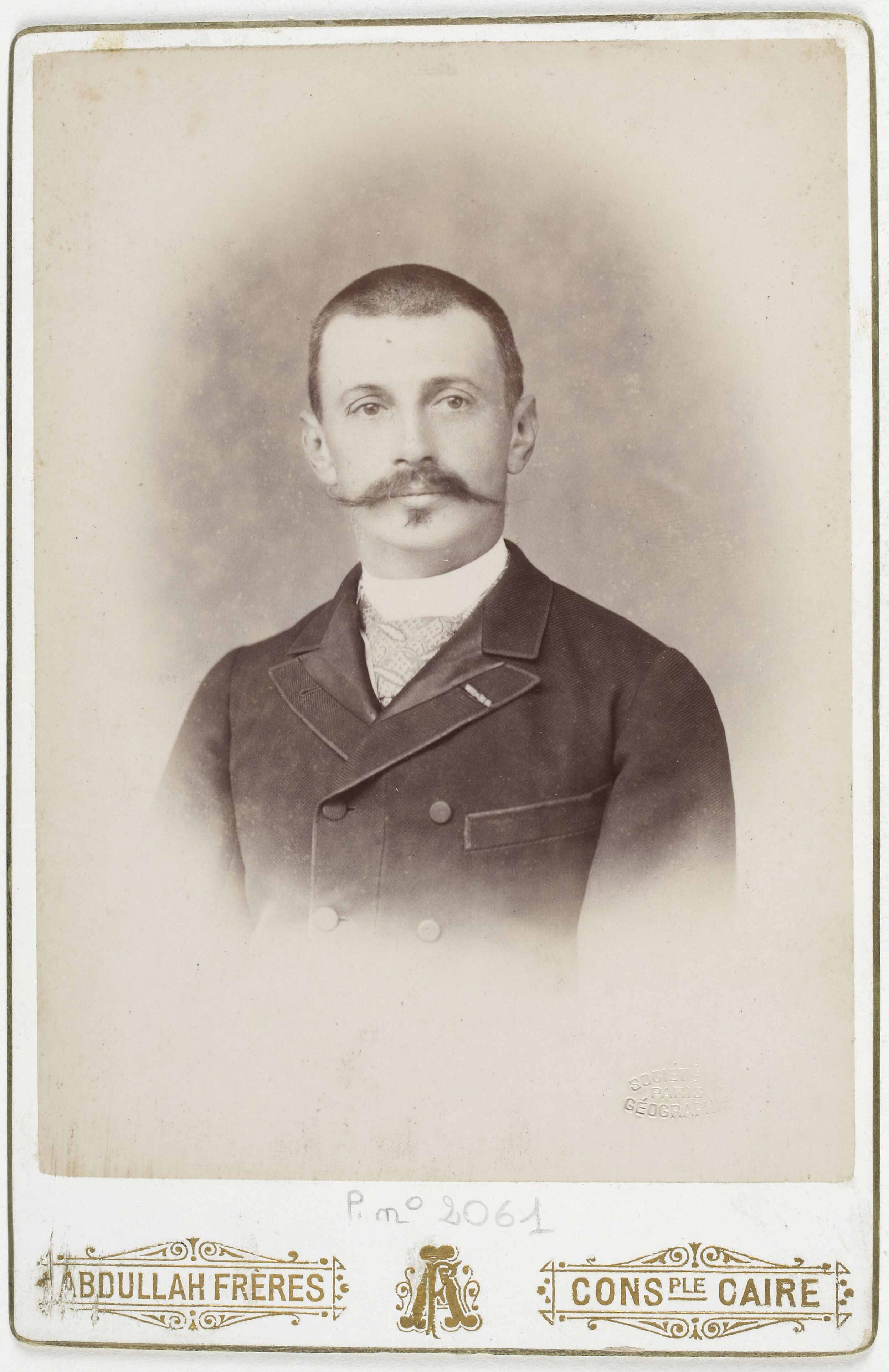
Jacques de Morgan (1892)

Jacques Jean Marie de Morgan (* 3. Juni 1857 in Huisseau-sur-Cosson, Frankreich; † 12. Juni 1924 in Marseille) war ein französischer Ingenieur, Geologe, Ägyptologe, Vorderasiatischer Archäologe und Numismatiker.

## Leben
Jacques de Morgan studierte an der École nationale supérieure des mines de Paris und 1882 verließ diese, um in England, Europa, Ostindien und Malakka nach Gold zu suchen. Er leitete wissenschaftliche Gesandtschaften in den Kaukasus (1886 bis 1889) und nach Persien (1889 bis 1891).
Von 1892 bis 1897 war de Morgan Generaldirektor des Service des Antiquités d’Egypte in Kairo. Er unternahm Ausgrabungen in Dahschur, wo er die Gräber der Prinzessinnen Mereret und Chnumit entdeckte, deren außergewöhnlicher Schmuck heute im Ägyptischen Museum von Kairo zu besichtigen ist. Weiterhin entdeckte de Morgan 1893 die Mastaba des Mereruka in Sakkara, legte 1893 den Tempel von Kom Ombo frei, fand 1897 das Grab der Königin Neithhotep in Naqada und leitete die erste wissenschaftliche Expedition in den Sinai.
Anschließend arbeitete er von 1897 bis 1907 in Susa, Persien. Dort wurde unter seiner Leitung die Narām-Sîn-Stele gefunden, die sich heute im Louvre befindet. Seine Mitarbeiter Gustave Jéquier und Jean-Vincent Scheil fanden im Dezember 1901 und Januar 1902 drei Bruchstücke aus Diorit, die zusammengesetzt eine Stele von über zwei Metern Höhe und fast 50 cm Durchmesser ergaben. Sie hatten den Codex Hammurapi gefunden, eine der ältesten erhaltenen Gesetzessammlungen der Alten Welt.
Im Jahr 1892 veröffentlichte de Morgan einen Bericht über seine Reisen nach Persien. Die Ebene von Mazandaran, wo 1841 der Schatz von Astarabad gefunden worden war, hatte er 1890 untersucht. 1891 hatte er die Ausgrabungsarbeiten von Marcel und Jane Dieulafoy in der Nähe von Qasr-e Schirin besucht und in der Zeitschrift Les annales des mines über Ölvorkommen in der Nähe von Qasr-e Schirin berichtet. Den Bericht von de Morgan las Antoine Kitabgi Khan, ehemaliger Generaldirektor des persischen Zollwesens, der in Paris als Pensionär lebte. Kitabgi Khan nahm Kontakt mit Henry Drummond Wolff auf, dem ehemaligen britischen Botschafter in Persien, und fragte an, ob Wolff nicht jemanden finden könne, der Interesse an der Ausbeutung der persischen Ölvorkommen habe. Wolff traf in London auf William Knox D’Arcy, der sein Vermögen in Australien mit einer Goldmine gemacht hatte. D’Arcy sollte eine der bedeutendsten Ölförderkonzessionen erhalten, die zur Gründung der Anglo-Persian Oil Company führte. Für seine Entdeckung erhielt de Morgan von Nāser ad-Din Schāh den Sonnen- und Löwenorden. Am 9. März 1906 erhielt er den Orden Commandeur de la Légion d’Honneur der französischen Ehrenlegion.
De Morgans Werk als Numismatiker blieb unvollständig, da nur die ersten drei Bände seines Manuel de Numismatique Orientale veröffentlicht wurden. Im fünften Band wollte er über seine Ausgrabungen in Wasit, bei denen Münzstätten zu Tage kamen, berichten. Dabei wären klare Beweise erbracht worden, dass viele Münzstätten nur namentlich existierten, da die Dirham in Wasit geschlagen wurden. Diese Resultate waren bisher angezweifelt worden, obwohl ein Zeugnis dafür bekannt war.

## Schriften (Auswahl)
- mit Urbain Bouriant, Georges Legrain, Gustave Jéquier, Alexandre Barsanti: Catalogue des monuments et inscriptions de l’Égypte antique. Série 1: Haute Égypte.
  - Band 1: De la frontière de Nubie à Kom Ombos. Holzhausen, Leipzig 1894 (Digitalisat);
  - Band 2 und 3: Kom Ombos. Holzhausen, Wien 1895–1909 (Digitalisate: Band 2, Band 3).
- Fouilles a Dahchour. Mars–Juin 1894. Holzhausen, Wien 1895 (Digitalisat).
- Fouilles a Dahchour en 1894–1895. 2 Bände. Holzhausen, Wien 1903 (Digitalisat).
- Recherches sur les Origines de l’Égypte. 2 Bände. Leroux, Paris 1896–1897;
  - Band 1: L’àge de la pierre et les métaux. 1896 (Digitalisat);
  - Band 2: Ethnographie préhistorique et tombeau royal de Négadah. 1897 (Digitalisat)
- mit anderen: Mémoires de la délégation en Perse. 38 Bände. 1900–1949.
- mit anderen: Mémoires de la délégation archéologique en Iran. 4 Bände. 1966–1972.
- Manuel de Numismatique Orientale de l’Antiquité et du Moyen Age. Lieferung 1–3 = Band 1. Publication achevée sous la direction de K. J. Basmadjian. Geuthner, Paris 1923–1936 (unvollendet).